# Tiszakóród, Szabolcs-Szatmár-Bereg
Tiszakóród  este un sat în districtul Fehérgyarmat, județul Szabolcs-Szatmár-Bereg, Ungaria, având o populație de 784 de locuitori (2011). 

## Demografie
Componența etnică a satului Tiszakóród
     Maghiari (87,12%)
     Romi (12,5%)
     Ucraineni (0,38%)
Componența confesională a satului Tiszakóród
     Reformați (69,52%)
     Romano-catolici (5,99%)
     Greco-catolici (2,93%)
     Fără religie (2,3%)
     Necunoscută (19,26%)
     Alte religii (4,97%)
Conform recensământului din 2011, satul Tiszakóród avea 784 de locuitori. Din punct de vedere etnic, majoritatea locuitorilor (87,12%) erau maghiari, cu o minoritate de romi (12,5%).  Din punct de vedere confesional, majoritatea locuitorilor (69,52%) erau reformați, existând și minorități de romano-catolici (5,99%), greco-catolici (2,93%) și persoane fără religie (2,3%). Pentru 19,26% din locuitori nu este cunoscută apartenența confesională.